# Trevico
Trevico est une commune de la province d'Avellino en Campanie (Italie).

## Histoire
À partir de la seconde moitié du XIe siècle, au début de l'époque normande, Trevico est le chef-lieu de la puissante baronnie de Vico, dont Gradilon fut l'un des seigneurs avant d'être dépossédé par son supposé oncle Robert Guiscard, après s'être révolté contre ce dernier (1078/1079).

## Administration
| Période                                  | Période  | Identité                  | Étiquette                            | Qualité |
| ---------------------------------------- | -------- | ------------------------- | ------------------------------------ | ------- |
| 14 juin 2004                             | En cours | Giuseppe Antonio Solimine | Democrazia è Libertà - la Margherita |         |
| Les données manquantes sont à compléter. |          |                           |                                      |         |

### Hameaux
Lungarella, Farulo Caprareccia, Coccia di Mare, Vecito, S. Marena, San Vito, Airola, Bassomanno, Vallone dell'Erro, Molini, Santa Lucia

### Communes limitrophes
Carife, Castel Baronia, San Nicola Baronia, San Sossio Baronia, Scampitella, Vallata, Vallesaccarda

### Évolution démographique
Habitants recensés

## Culture

### Personnalité née à Trevico
- Ettore Scola (1931-2016), metteur en scène et scénariste, né à Trevico.